# بارك هي سونغ
بارك هي سونغ (7 أبريل 1987 بكوريا الجنوبية - ) هو لاعب كرة قدم كوري جنوبي في مركز الوسط. لعب مع نادي سونغنام ونادي غوانغجو.

## وصلات خارجية
- بارك هي سونغ على موقع دوري كوريا الجنوبية (الإنجليزية)
- بارك هي سونغ على موقع قاعدة بيانات كرة القدم.إي يو (الإنجليزية)